# 何仲举
何仲举（？—？），营道（今湖南道县）人，五代十国官员、诗人。

## 生平
何仲举少年时俊迈绝伦，即能作诗。十三岁时，因家贫输税不及，为营道令李宏皋抓住下狱。县令说他如果能文不加点，写一篇自述，将要放了他。何仲举援笔而成：“似玉来投狱，抛家去就枷。可怜两片木，夹却一枝花。”何仲举大惊，于是为他脱枷，请到上厅与之抗礼，何仲举以诗获释。后唐长兴四年（933年）中进士，后回湖南，后晋天福四年十一月，楚王馬希範开天策府，李宏皋推荐他为马楚天策府学士。后出为全州刺史，改任衡州刺史，以寿终。晚年诗风由绮丽而归于冲淡。如“树迎高鸟归深野，云傍斜阳过远山”（《秋日晚望》），李宏皋赞赏为“诗家之高逸者”。